# Khoáng vật phosphat
Khoáng vật phosphat là các khoáng vật có chứa gốc phosphat (PO43-) cùng với arsenat (AsO43-) và vanadat (VO43-). Các anion clo (Cl-), flo (F-), và hydroxide (OH-) cũng nằm trong cấu trúc tinh thể.
Nhóm khoáng vật phosphat là một nhóm lớn và gồm nhiều nhóm nhỏ, tuy nhiên, chỉ có một vài loại là tương đối phổ biến.
Khoáng vật phosphat bao gồm:
- triphylit Li(Fe,Mn)PO4
- Monazit (Ce,La,Y,Th)PO4
- Nhóm apatit Ca5(PO4)3(F,Cl,OH)
  - Hydroxylapatit Ca5(PO4)3OH
  - Fluorapatit Ca5(PO4)3F
  - Clorapatit Ca5(PO4)3Cl
- Pyromorphit Pb5(PO4)3Cl
- Vanadinit Pb5(VO4)3Cl
- Erythrit Co3(AsO4)2·8H2O
- Amblygonit LiAlPO4F
- Lazulit (Mg,Fe)Al2(PO4)2(OH)2
- Wavellit Al3(PO4)2(OH)3·5H2O
- Turquois CuAl6(PO4)4(OH)8·5H2O
- Autunit Ca(UO2)2(PO4)2·10-12H2O
- Carnotit K2(UO2)2(VO4)2·3H2O
- Phosphophyllit Zn2(Fe,Mn)(PO4)2•4H2O
- Struvit (NH4)MgPO4·6H2O

## Ứng dụng
Các đá phosphat thường dùng để chỉ các đá có làm lượng phosphat cao như nhóm apatit. Đây là loại chủ yếu để sản xuất phân lân (phân phosphat) dùng trong nông nghiệp. Phosphat cũng được sử dụng làm thức ăn cho động vật, trong thực phẩm, chất chống mòn, mỹ phẩm, diệt nấm, gốm sứ, xử lý nước và luyện kim.
Phần lớn phosphat được dùng để sản xuất phân bón.
Khoáng vật phosphat thường được dùng để phủ lên bề mặt vật liệu sắt nhằm chống rỉ sét và ăn mòn điện hóa.